# Chapelle Saint-Quido (Loctudy)
La chapelle saint Quido ou sant Guido, située à Larvor (Loctudy), dans l'ancienne paroisse de Plonivel, est un monument religieux finistérien du XVe siècle.

## Un saint Quido insaisissable

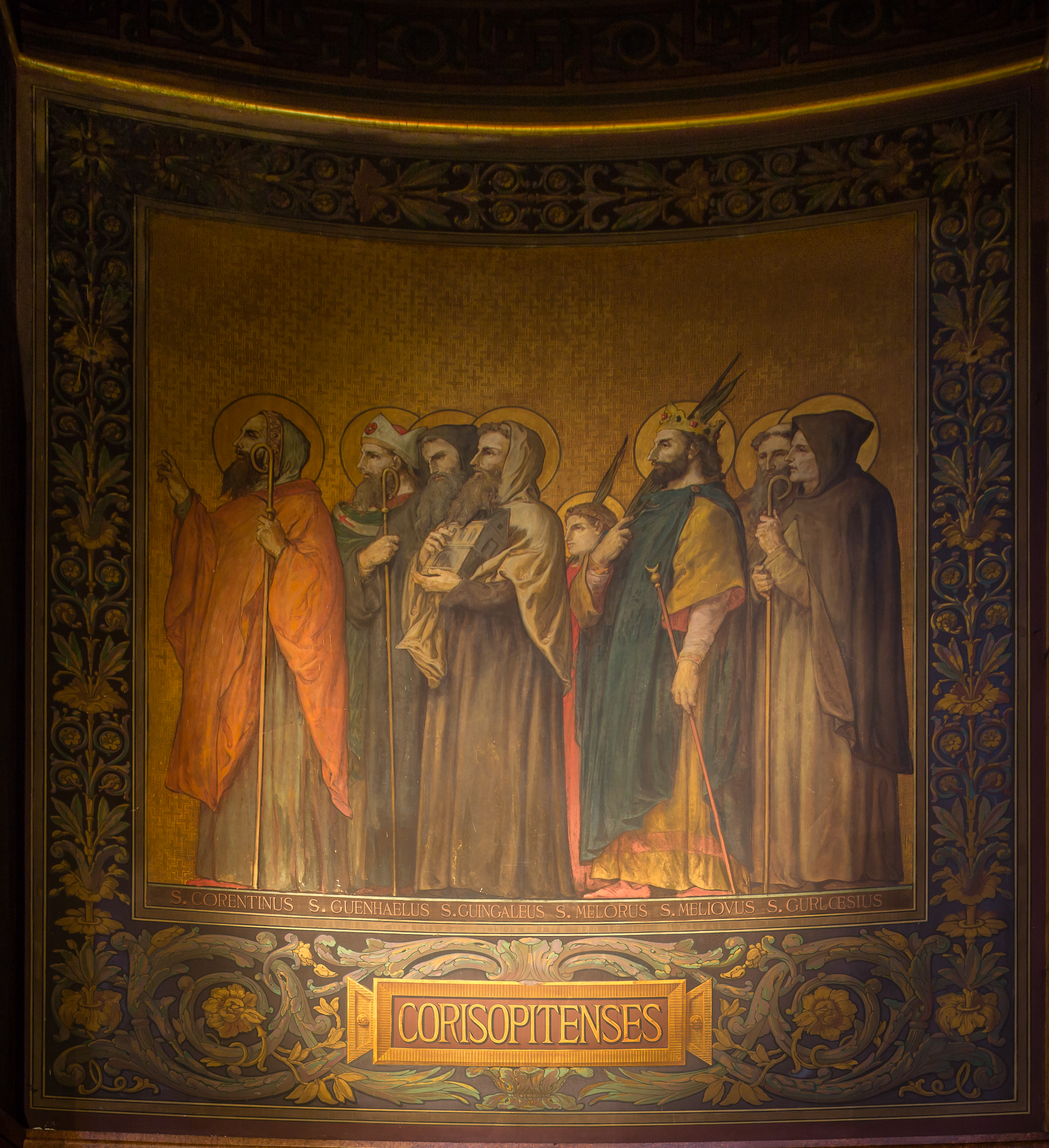
La procession des saints de Bretagne (1871-1876), ici la fresque des saints cornouaillais, avec au premier rang saint Corentin.

Ce saint méconnu, fêté le 4 février mais à l'origine en novembre, et confondu avec saint Guy, apparaît au XVIe siècle dans le bréviaire latin Breviarum Corisopitensis (daté de 1510, aujourd'hui conservé à la bibliothèque des Bollandistes de Bruxelles), sous le nom latinisé de Quidavus : De sancto quidavo episcopo totum de communi. Son culte à la chapelle, la seconde de la paroisse de Plonivel, n'est pas exclusif : la chapelle de Languidou, du XIIIe siècle, témoigne également de sa présence en Bretagne sud. Assimilé à un certain Citaw (en gallois Ceidio, trois saint outre-manche portant ce nom) par Bernard Tanguy et Joseph Loth, Joseph Le Jollec suppose en 1952 que :

« En maints endroits [...] sant Diboan a été baptisé saint Languis, sinon remplacé par le Lazare de l'Évangile ou le pauvre de saint Yves. Il abandonne le titre de guérisseur pour prendre la condition de malade, ou le nom de la maladie, afin d'inspirer plus de confiance encore aux affligés. « Il y avait un malade, quidam languens (St. Jean, 11,1). — Le Languidic du Morbihan, le Languidou de Plovan (Finistère) comme le Languivoa de Plonéour-Lanvern ne trouveraient-ils pas là leur explication ? Une mauvaise interprétation de Languidou — Lan-Quidou — a pu nous valoir ce saint mystérieux honoré à Loctudy sous le nom de Quideau, Plouguer et ailleurs sous celui de Quijeau [...]. Ne serait-il pas à identifier avec le Guidian des Litanies de Saint-Vougay, avec le Citaw d'autres Litanies ? »

— J. Le Jollec, Guénolé, le saint de Landévennec : Vie, œuvre, culte
En 1922, François Duine, dans l'Inventaire liturgique de l'hagiographie bretonne rapproche Citaw de Citiaw (un compagnon de saint Corentin dans la vita sancti Chorentini ?) et dénombre de nouveaux lieux de cultes à Plouguer (Saint-Quijeau), Poullaouen et Lanvénégen. Il apparaît également sous le nom de Kideau.
Ainsi, la chapelle de Saint-Quido de Loctudy se retrouve parfois orthographiée Saint-Guido, ou Saint-Guidou.

## Le monument

### Histoire
Jacques Banalec rapporte que le site, fondé par les barons du Pont et confié aux Carmes du Pont-l'Abbé, fut bâti pour l'édification des fidèles d'une zone marginalisée (en témoigne le toponyme de Palue du Cosquer, se référant à un marécage salant (Palud) et à d'éventuelles ruines (Kozhker).
La chapelle, à l'origine complémentaire de celle de Plonivel à deux kilomètres au nord-ouest, est cependant rapidement abandonnée et, au XVIIe siècle, il faut la rénover pour éviter sa désaffectation.
La révolution française la vend comme bien national le 5 mai 1795 au citoyen Guillaume Calvez, également propriétaire de monuments religieux à Saint-Tugdual et de la chapelle de Porz-Bihan en Loctudy, décidé à les rendre au culte mais elle reste longtemps abandonnée. Le XIXe siècle apporte son lot de difficultés avec des vents violents à la Chandeleur et à la fête des Rameaux 1836.
Elle est une nouvelle fois restaurée au XXe siècle, après sa cession à la commune de Loctudy, notamment la toiture et les abords.  La chapelle actuelle se situe donc sur le site religieux de la chapelle du XIVe siècle et elle est composée de la chapelle restaurée au XVIIe siècle, d'un calvaire et d'une fontaine.

### Description

#### Extérieur
La chapelle, qui possède le triptyque traditionnel des monuments religieux bretons (chapelle, calvaire, fontaine) est rectangulaire avec abside orientale, correspondant au chœur. La sacristie lui adjoint un léger appendice au nord et son clocher original (clocheton à dôme) est typique de l'architecture sacrée bretonne du XVIIe siècle.
Le calvaire, situé au sud-ouest, était le lieu des rassemblements populaires après les cérémonies ; un officiant, au sommet des marches, clôturait les pardons par des prières.

La fontaine du placître, autrefois jugée capable de soigner les rhumatismes,,. Ce monument possède un fronton cintré et contient une statuette du saint. Elle est dédiée au saint local et avait fait naître une tradition : la chemise du malade était trempée dans son eau dans l'espoir d'une guérison rapide. Elle est flanquée d'une auge en pierre dans laquelle saint Quido aurait traversé la Manche et d'un bénitier à pied, à qui on attribuait le pouvoir de soigner les fidèles frottant leurs pieds sur le fût de l'objet.

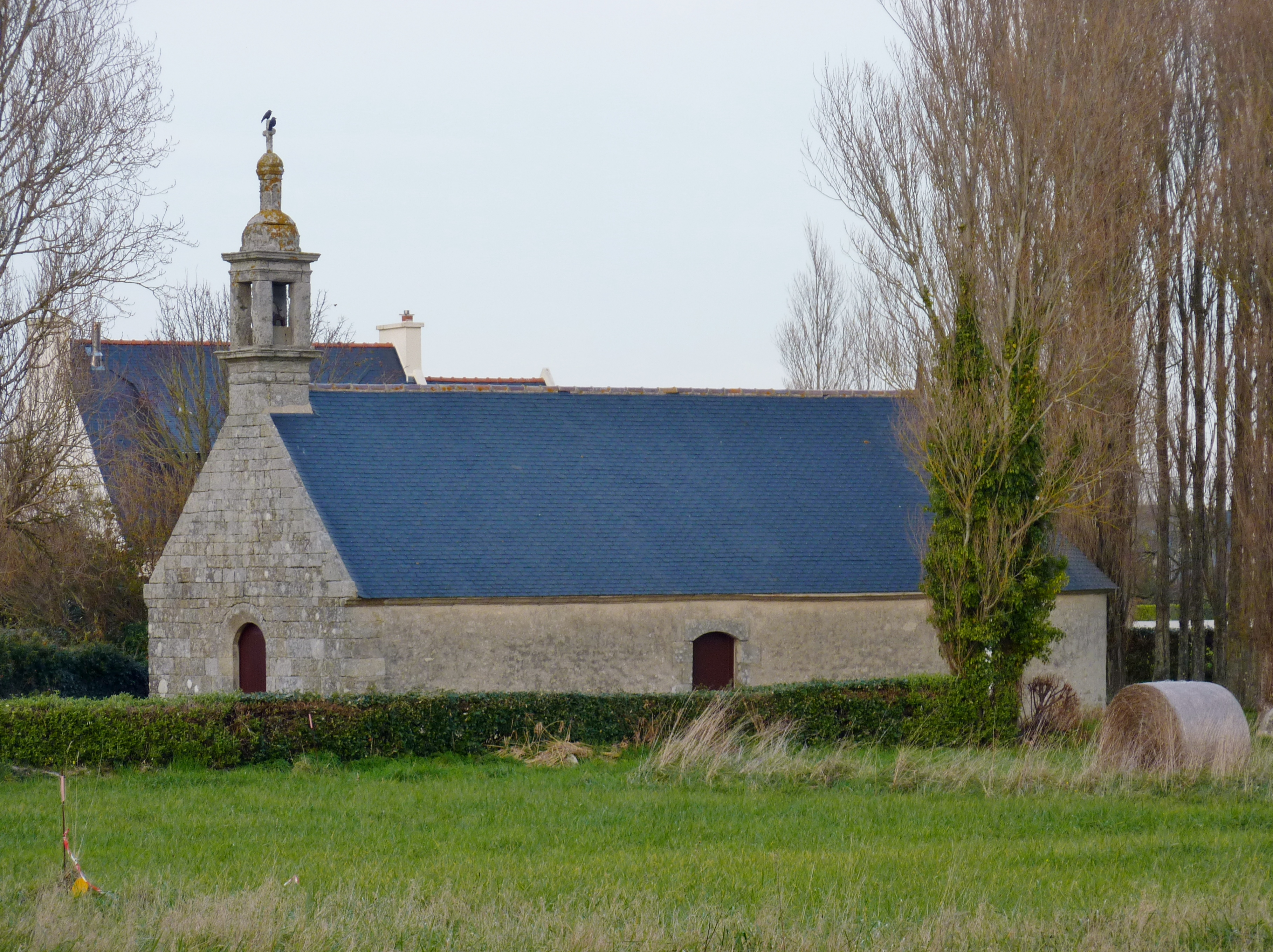
Vue depuis la rue Pen ar But, au sud.
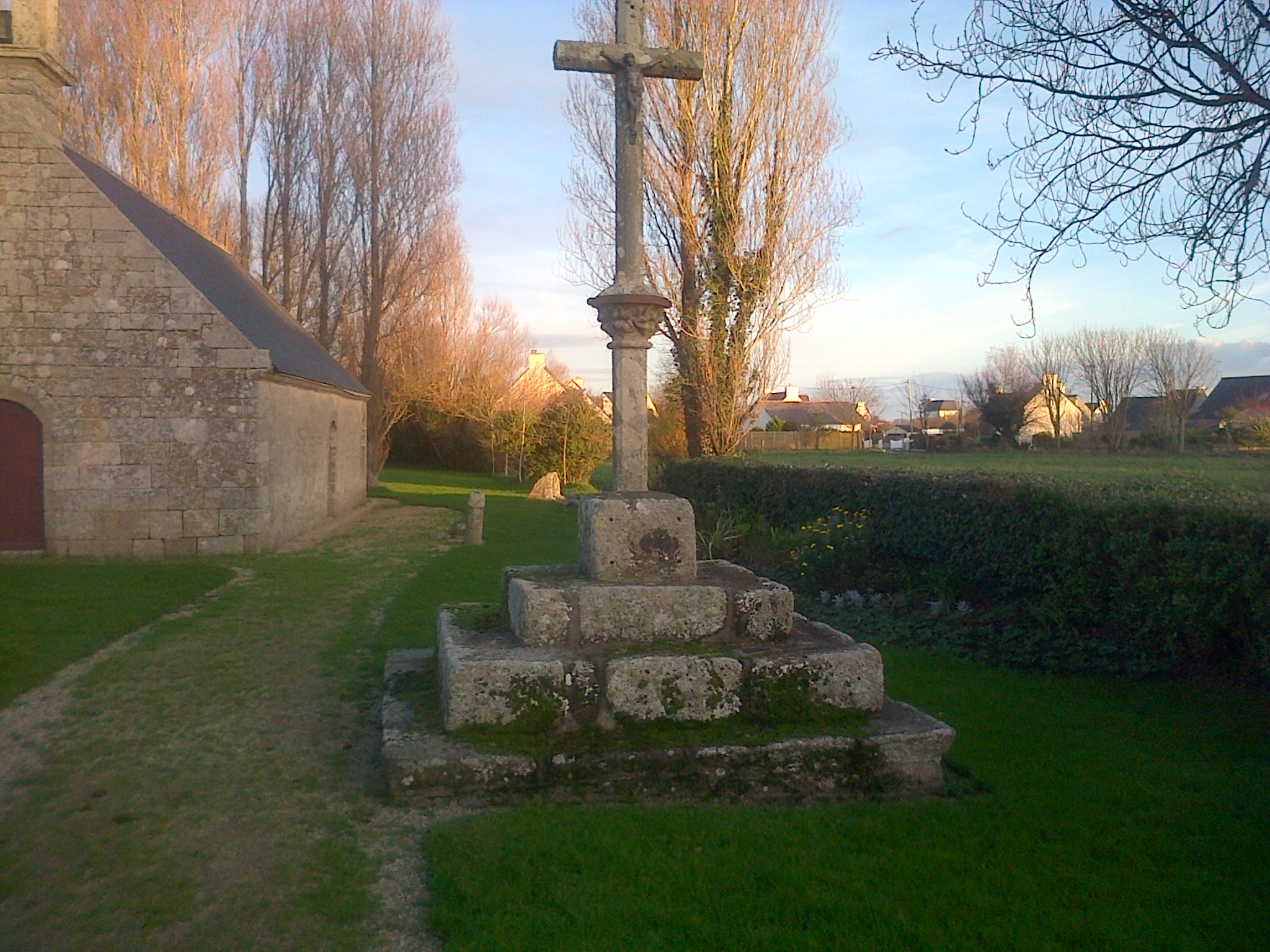
Le calvaire du XIXe siècle.
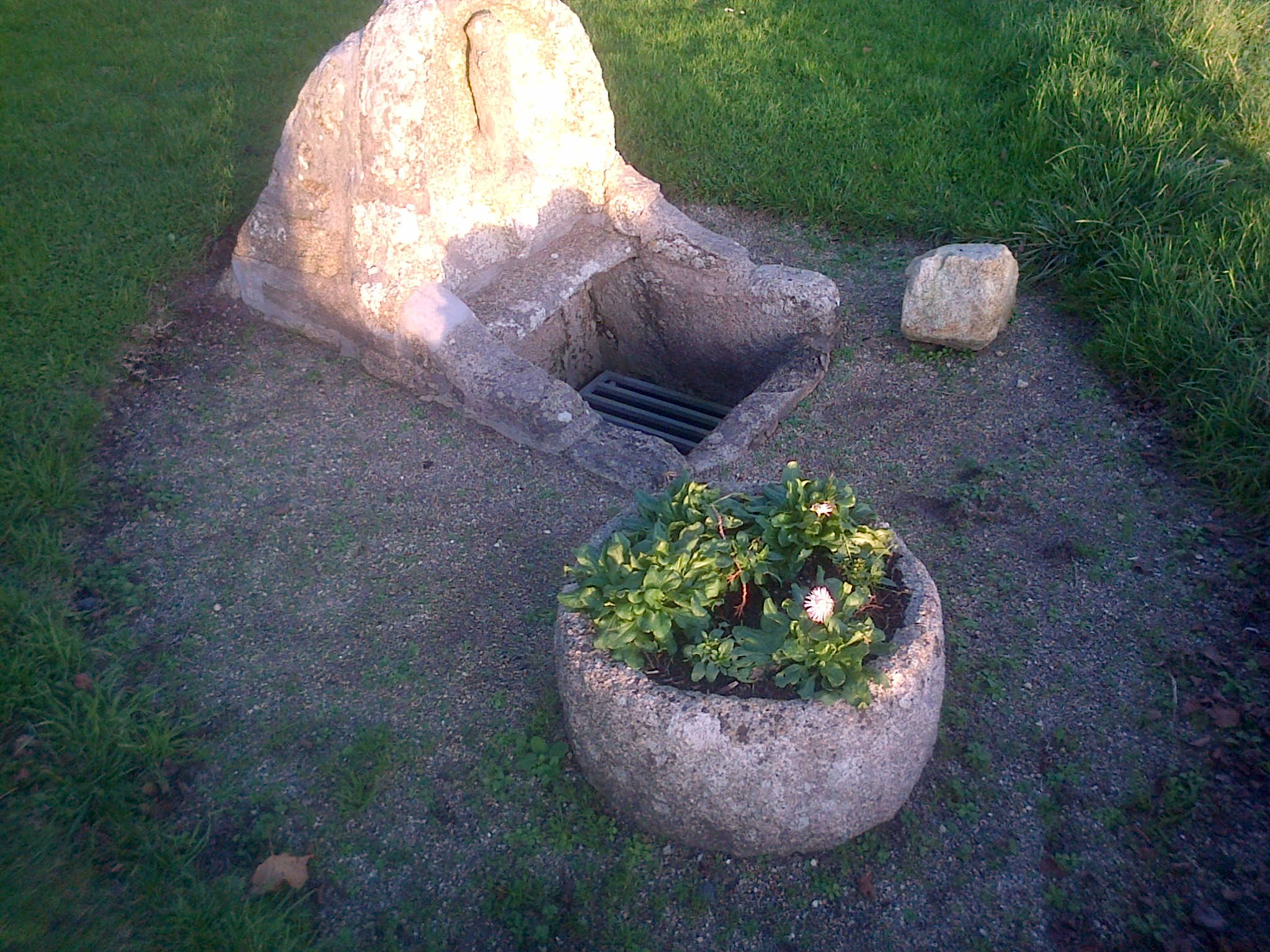
La fontaine de l'enclos paroissial.

#### Intérieur
La toiture, en forme de coque de bateau renversée, se retrouve dans la chapelle de Plonivel, qui lui est plus ou moins contemporaine. Dotée d'une entrée au sud et d'une autre à l'ouest (la "grande porte"), on peut y voir un bénitier du XVIIe siècle gravé de trois poissons, se référant à la multiplication des pains et des poissons (Math. 14,14-21 et 15,32-38). Toujours du côté ouest de la chapelle, un ex-voto (une maquette du bateau Le Saint-Jacques) et une bannière de procession décorent les murs. Quelques inscriptions en breton sur ladite bannière témoignent de l'activité du lieu depuis des siècles : 
« Va Doue e maonp
O vont da Gol Salveteit
Ac'hanomp ! »
« Mon Dieu, nous allons nous perdre, sauve nous ! »
Quelques statues viennent se joindre à la décoration plutôt sobre du monument :
- deux effigies en bois polychrome de saint Quido[7],[8] en grand costume d'évêque du XVIe siècle[4] et inscrites au titre des Monuments historiques, l'une grande[10] (Saint-Quido braz) et l'autre plus petite[11] (Saint-Quido bihan) ;
- un christ en croix en bois polychrome du XVIe siècle inscrit au titre des Monuments historiques[12] ;
- une vierge à l'enfant en bois polychrome du XVIe siècle[4],[8] portant le globe et soutenant un oiseau, inscrite au titre des Monuments historiques[13] ;
- une deuxième vierge à l'enfant plus contemporaine.

## Le pardon
Le troisième dimanche de septembre, le pardon annuel est célébré : à cette occasion, les bannières sont sorties et l'office est suivie d'une procession jusqu'à la cale du port de Larvor, où l'officiant bénit la mer en hommage aux marins disparus dont ceux du Bugaled Breizh,,.